# The Angels (gruppo musicale australiano)
I The Angels sono un gruppo rock australiano originario di Adelaide.

## Storia degli Angels
La band si è formata nel 1974 ed è rimasta attiva fino al 2000, prima di ricomporsi nel 2008.

## Formazione

### Formazione attuale
- Rick Brewster - chitarra, voce (1974-2000, 2001, 2001-2006, 2008–presente)
- John Brewster - chitarra, voce (1974-1985, 1992-2000, 2001, 2001-2006, 2008–presente)
- Dave Gleeson - voce (2011–presente)
- Nick Norton - batteria, voce (2011–presente)
- Sam Brewster - basso (2013–presente)

### Ex componenti
- Doc Neeson - voce (1974-2000, 2008-2011, 2012–2014) (deceduto nel 2014)
- Charlie King - batteria (1974-1976)
- Chris Bailey - basso (1977-1982, 2001, 2001-2006, 2008–2013) (deceduto nel 2013)
- Brent Eccles - batteria (1981-2000, 2001)
- Graham Bidstrup - batteria, voce (1976-1981, 2001-2006, 2008–2011)

## Discografia
- 1977 - The Angels
- 1978 - Face to Face
- 1979 - No Exit
- 1980 - The Angels' Greatest
- 1980 - Dark Room
- 1981 - Night Attack
- 1983 - Watch the Red
- 1984 - Two Minute Warning
- 1985 - The Angels' Greatest Vol. II
- 1986 - Howling
- 1987 - Live Line
- 1990 - Beyond Salvation
- 1991 - Red Back Fever
- 1992 - Their Finest Hour... and Then Some
- 1994 - Evidence
- 1998 - Skin and Bone
- 1998 - No Secrets
- 1999 - Live Line - Definitive Digital Remaster
- 2000 - Left Hand Drive
- 2002 - The Complete Sessions 1980-1983
- 2005 - Live at the Basement
- 2006 - Wasted Sleepless Nights - The Definitive Best Of
- 2012 - Take It to the Streets
- 2014 - Talk the Talk
- 2014 - 40 Years Of Rock - Vol 1: 40 Greatest Studio Hits
- 2014 - 40 Years Of Rock - Vol 2: 40 Greatest Live Hits